# Blastozoa
Blastozoa là một phân ngành của động vật đã tuyệt chủng thuộc ngành Echinodermata. Phân ngành này được đặc trưng bởi sự hiện diện của các cấu trúc hô hấp chuyên biệt và các cánh tay được sử dụng để kiếm ăn. Phân ngành này tồn tại từ kỷ Cambri đến kỷ Permi.